# Aguja de la Brenva

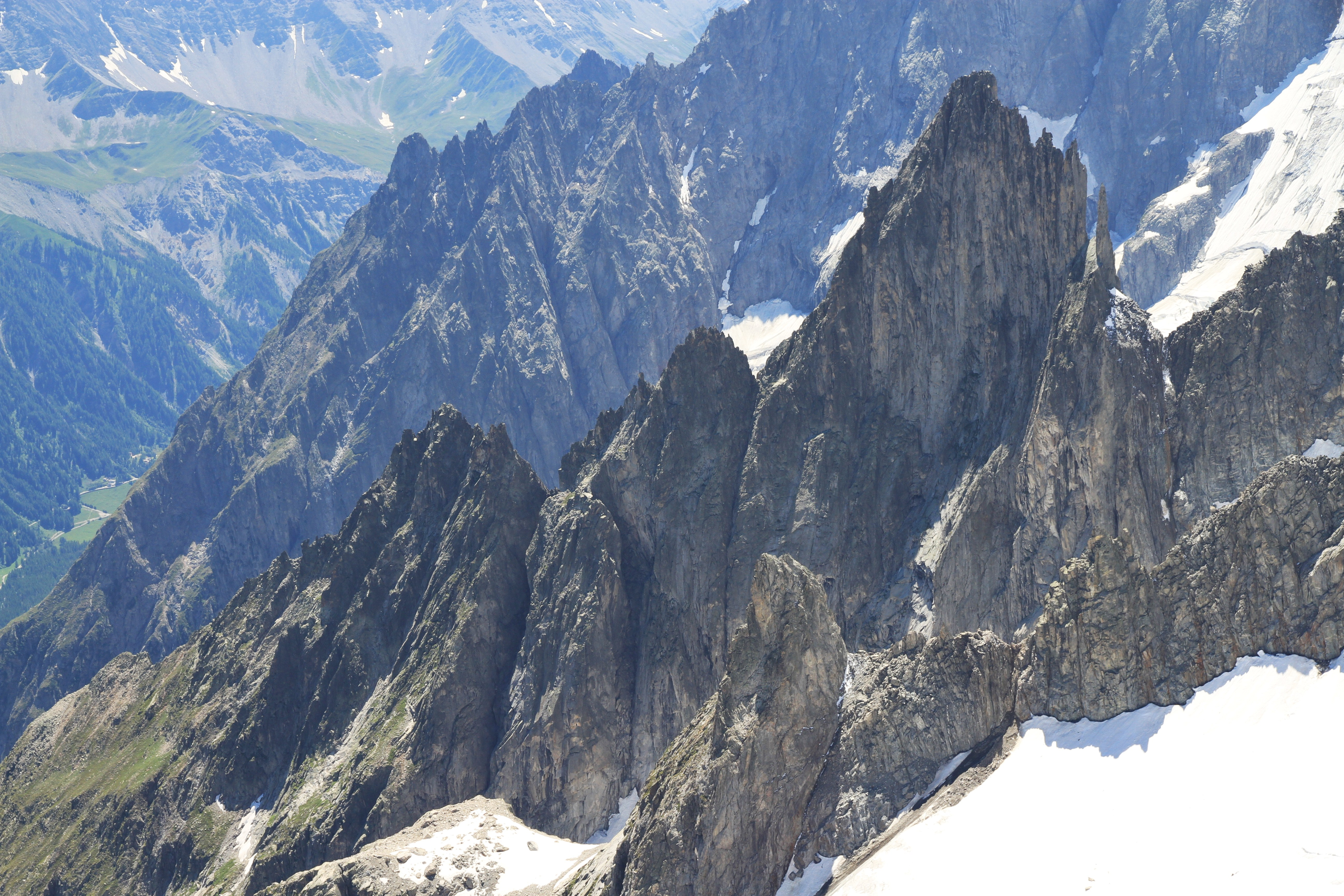
Cresta Brenva de Punta Helbronner. De derecha a izquierda: Aiguille de la Brenva, Tour de la Brenva, Rocher de la Brenva

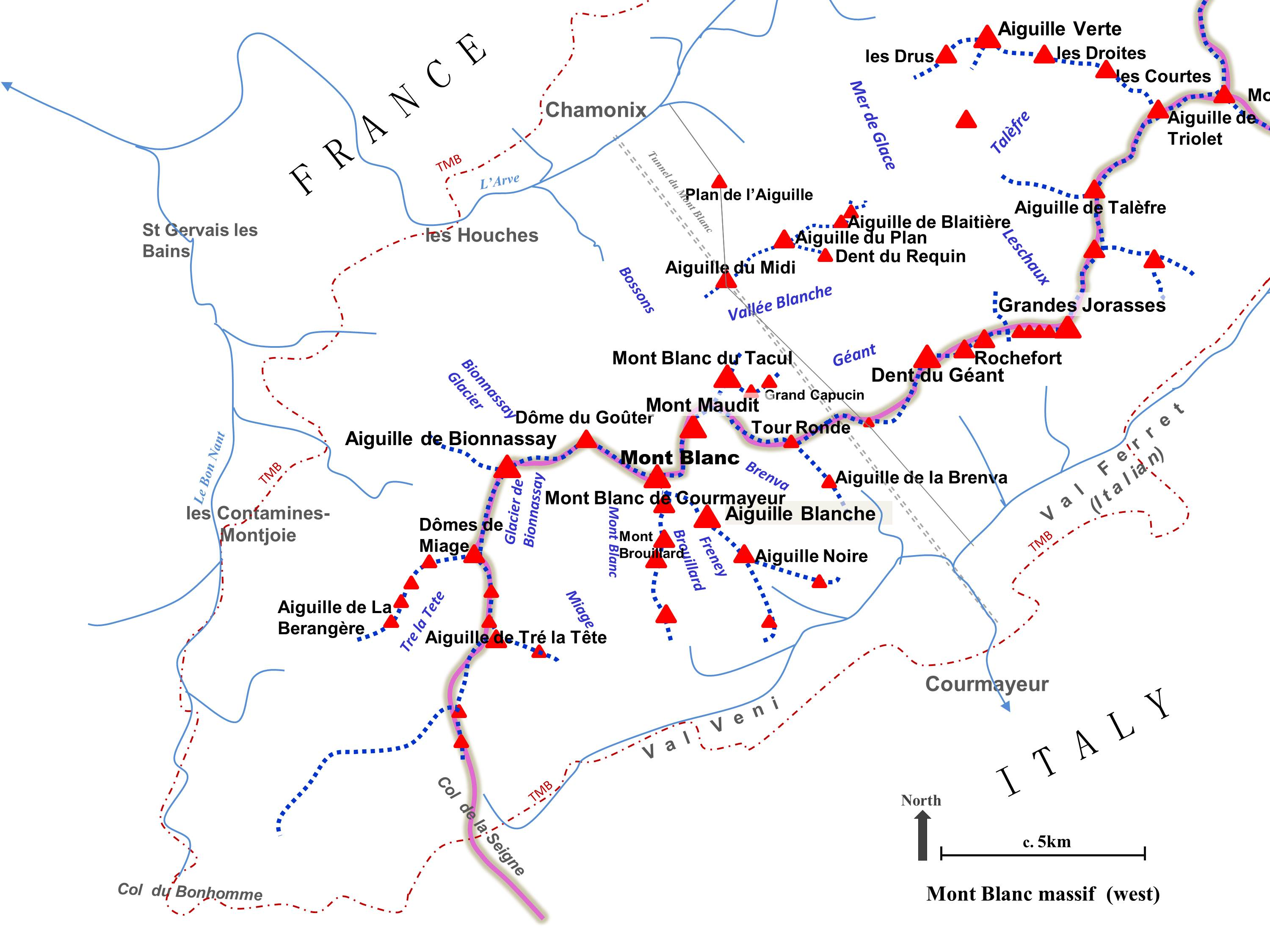
Macizo del Mont Blanc que muestra la ubicación de la Aguja de la Brenva

 La aguja de la Brenva (3 269 m) es un remoto pico de montaña rocosa en el macizo del Mont Blanc de los Alpes. Se encuentra totalmente dentro de Italia en una cresta que desciende al sudeste del Tour Ronde. Se ha descrito como "una aleta espectacular con una delgada cara E ". Se encuentra en una cresta que separa el glaciar Entrèves del glaciar Brenva, pero está algo eclipsado por sus vecinos más altos, como la Aiguille Blanche y la Aiguille Noire de Peuterey. Sin embargo, es un pico distintivo, que ofrece una serie de subidas muy desafiantes, especialmente en su cara este, que consiste en escamas y grietas verticales de granito. En su lado norte se encuentra un pináculo de roca distintivo y delgado de unos 60 metros de altura, conocido como Père Eternel.

## Alpinismo
La aguja de la Brenva fue ascendida por primera vez el 25 de agosto de 1898 por A. Hess, L. Croux y C. Ollier a través de su cresta sureste. Este sigue siendo el medio de ascenso menos difícil hasta el día de hoy. (graduada como PD en la escala adjetival de escalada francesa).
Hoy en día, su cara este ofrece una serie de desafiantes rutas de escalada: Donvito Diedre, la ruta Bocallette (UIAA Grado V / V +) (establecida por primera vez en 1935); la ruta muy dura de Bertone-Zappelli, más la ruta Rebuffat de 390 m (Grado V / V +), que data de 1948. La última ruta se coloca en la posición 66 de su primer ascensionista, Gaston Rebuffat, en su clásico libro de montañismo "El macizo del Mont Blanc: las 100 mejores rutas".
La cresta norte del pico proporciona una subida extenuante y expuesta de 150 m, que rara vez se realiza (Grado V / V +).
El pináculo Père Eternel de  3 224 m  fue ascendido por primera vez en agosto de 1927 por L. Grivel, O. Ortiz y A Pennard. (UIAA Grado V / V +).

## Acceso
Se puede acceder al pico desde el refugio de Turín a través del glaciar Toule para llegar a la Brèche de la Brenva. También se puede escalar como un "ejercicio de entrenamiento" en un día, alcanzandolo directamente desde Courmayeur por medio de una "caminata dura". : 208 